# Bienvenido, padre Murray
Bienvenido, padre Murray ist ein 1962 entstandener Western mit dem Thema Rassismus, der in spanischer Produktion gedreht wurde. Eine deutschsprachige Aufführung erfolgte bislang nicht.

## Handlung
Pater Murray gelangt nach Valley City an der mexikanischen Grenze; dort soll er für die Einhaltung der in letzter Zeit schwindenden Moral sorgen. Da er aber ein Schwarzer ist, ruft das Irritationen bei den Bewohnern des Ortes hervor, die vor etlichen Jahren einen Schwarzer wegen Raubes und Mordes gehängt hatten, ohne dass dessen Schuld zweifelsfrei bewiesen war – den Vater des Priesters. Der tatsächliche Verbrecher, Ray Terris, tut nun auch alles, um den Pater bei der Ausübung seiner Aufgabe, während der auch seine neuerlichen Pläne für Raubzüge ans Tageslicht kommen, zu behindern. Doch am Ende siegt die Gerechtigkeit.

## Kritik
El País gab 1995 anlässlich einer Fernsehausstrahlung den Hinweis „Einer der schlechtesten“.